# No (canção de Shakira)
"No" é uma canção gravada pela artista musical colombiana Shakira, com participação do cantor e músico argentino Gustavo Cerati, do sexto álbum de estúdio da cantora Fijación Oral, Vol. 1 (2005). Foi escrito por Shakira e Cerati, que também tocaram violão e fizeram backing vocals para a música. "No" foi lançado como o segundo single do álbum em 5 de junho de 2005, pela Epic Records. Uma balada pop, a música explora o sentimento de uma mulher tentando dizer ao namorado que ela não quer mais se envolver em uma relação abusiva e essa separação é melhor para os dois.
"No" recebeu críticas positivas dos críticos de música, que a chamaram de uma balada "macia" e uma "clássica música amorosa". Também foi bem comercialmente, atingindo os números onze e dois nas paradas da Hot Latin Songs e Latin Pop Songs dos EUA, respectivamente. Um videoclipe de acompanhamento para "No" foi dirigido por Jaume de Laiguana e descreve Shakira em um estaleiro. Ela também interpretou a música em várias ocasiões, como na candidatura de Madri para as Jogos Olímpicos de Verão de 2012 e no Los Premios MTV Latinoamérica de 2006, além de incluí-la na set-list para sua turnê Oral Fixation Tour (2006-07).

## Antecedentes
Embora, no início, Shakira não soubesse se lançaria um álbum em espanhol ou inglês, queria gravar um novo álbum. Depois de atingir o sucesso do crossover em 2001, com seu primeiro álbum de língua inglesa, Laundry Service, Shakira, co-escreveu quase sessenta canções para o projeto, decidiu dividir o lançamento em dois volumes e se colocou "na missão de selecionar [suas] favoritas" para o disco. Shakira afirmou que ela fez o projeto "porque saiu assim" e por "isso lançou dois álbuns". Ela decidiu que queria lançar primeiro um álbum de língua espanhola como parte de um projeto bilingue de dois idiomas. Este seria o primeiro desde Dónde Están los Ladrones? (1998). Ela disse: "O mercado respondeu tão bem ao Laundry Service. Mas o que a minha alma me pediu foi lançar primeiro um disco em espanhol. Era o que eu tinha que fazer".
Ao gravar os álbuns, ela trabalhou com colaboradores anteriores junto com novos parceiros, como o cantor espanhol Alejandro Sanz e o músico argentino Gustavo Cerati. Shakira afirmou que "eles são artistas muito credíveis dentro da música hispânica, grandes compositores e com vozes únicas". Ela também comentou que o último "sempre foi um ídolo, para mim ele é a figura máxima do rock em Español. A oportunidade de co-produzir com ele foi algo muito enriquecedor para mim e eu gostei muito como um fã que eu sou. Foi um sonho tornado-se realidade ao vê-lo tocar violão na margem da minha casa".

## Composição e gravação
"No" foi escrito e produzido por Shakira e Cerati, que também tocaram violão e forneceram vocais de apoio para a música; Também apresentou Lester Mendez como seu co-produtor. A mixagem e engenharia de "No" foi realizada por Rob Jacobs no Henson Recording Studios em Los Angeles, com engenharia adicional por Kevin Killen. Outras instrumentações para "No" incluíram violão e guitarra acústica de Tony Reyes e Rene Toledo, bateria de Jonathan Mover e baixo de Chris Chaney. Vlado Meller completou o domínio de áudio no Sony Music Studios em Nova York. "No" é uma balada pop cujas letras da música explora o sentimento de uma mulher tentando dizer ao namorado que ela não quer mais se envolver em uma relação abusiva e essa separação é melhor para os dois: "Não, não há intentes disculparte / no juegues" Além disso, as letras representam a distância que a idade marca entre duas pessoas".

## Recepção da crítica
"No" recebeu críticas positivas de críticos de música. Matt Cibula do site PopMatters, opinou que o diamante louco que é a voz de Shakira. Soa como se ela tivesse tanta emoção que não pode ser contida em forma de música humana. E sim, eu sei que isso é uma afetação, é por isso que eu disse 'quase'. Mas ainda assim, é um truque". A revista Billboard, classificou-a como uma "balada macia", enquanto o site da Sputnikmusic, disse que a faixa era uma "clássica música amorosa". Mark Kemp, da revista Paste, afirmou que "No" era uma canção "fervente, baseado no violão", no qual Cerati "enche os espaços entre suas palavras com toques de violão sutis e tremolos". Spence D., do site da IGN, considerou a música "titulada" e um "número  assustador e lento que monta nos vocais de perfuração de Shakira. Com certeza, um pouco de Celine" , terminando a revisão da música dizendo que "em geral a música é uma forte impressão do que Shakira é capaz de fazer: uma sensação apaixonada de saudade e desespero", ao mesmo tempo em que recomendá-a para download. Para Jorge Patiño, da Rolling Stone, na Argentina: "Não é difícil imaginar" No "com menos ornamentos, um pouco mais cru, porque é uma ótima música que não precisava de grandes toques para se defender". De acordo com Mariana Enriquez do jornal Página/12, "apenas alguns escrevem e Shakira", e que o melhor exemplo foi "No". Além de afirmar que era uma "balada pungente, de qualquer maneira que você olhasse, e é impossível ouvi-lo sem derramar lágrimas principalmente se o ouvinte está sofrendo por amor", ela considerou que a música era "melhor que todas as músicas recentes da cantora e o produtor juntos".

## Desempenho comercial
Em 10 de setembro de 2005, "No" estreou no número 41 no gráfico Hot Latin Songs dos Estados Unidos. Ele cresceu lentamente até o pico do número 11 em 10 de dezembro de 2005. Conseguiu um melhor sucesso no gráfico  Latin Pop Songs, atingindo o número dois em 3 de dezembro de 2005. A canção atingiu o número 8, na parada de final de ano de Hot Latin Songs.

## Videoclipe

Shakira costurando asas de borboleta no videoclipe de "No".

O videoclipe de acompanhamento para "No" foi dirigido pelo diretor espanhol Jaume de Laiguana, que mais tarde trabalharia com Shakira em muitos de seus clipes. Foi supostamente filmado em 26-27 de junho de 2005 em um estaleiro, em Barcelona, Espanha, mas sua data foi alterada para 4 de julho. O vídeo foi produzido por Sergi Ciuro e Ester Udaeta, co-produzido por Laiguana e Piramide, cinematografado por Alejandro Oset, enquanto foi editado por Anna Oriol. Foi lançado em 22 de julho de 2005. O clipe em preto e branco e mostra a cantora triste, com lágrimas rolando pelo rosto. Em um estaleiro, ela está cercada por vários trilhos e carros, alguns dos quais são usados para ela se deitar. No final do vídeo, um dos pequenos carros de madeira cai da pista e sob um penhasco e vai parar na água. Ao longo do vídeo, Shakira está envolvida na construção das asas de uma borboleta, aparentemente como uma metáfora para encontrar forças para voar por conta própria, longe do relacionamento abusivo. Nos momentos finais do clipe, ela fica à beira da água, pronta para voar, mas não consegue por isso e se afasta, sorrindo um pouco. O vídeo foi incluído nas edições do Oral Fixation Volumes 1 & 2 DVD extra.

## Performances ao vivo
Shakira cantou "No" pela primeira vez durante a candidatura de Madri, para as Jogos Olímpicos de Verão de 2012 em 5 de junho de 2005. Cinco dias depois, Shakira cantou a música durante o Despierta America, Hoy em 15 de junho e no Manches em 16 de junho.. Depois de cantar "No" no Otro Rollo no dia anterior, a cantora cantou a música no festival MTV Day em Madri, Espanha, que ocorreu em 29 de junho de 2005, entre outras músicas do seu repertório. Em 11 de julho de 2005, ela foi para a Argentina e fez uma apresentação de "No" no programa de TV Susana Giménez e em seu próprio concerto especial intitulado Shakira: Íntimo, ambos exibidos por Telefe. Shakira fez uma performance de "No" no Channel n°4 na Espanha em 8 de novembro de 2005. No mesmo país, ela participou de um show especial intitulado Andalucía Te Quiere, onde cantou "No" entre outras músicas em março de 2006. A cantora interpretou a música no programa de televisão chileno Sábado Gigante em 20 de maio de 2006. Pouco antes do início de sua turnê, Shakira performou a música durante o festival Rock in Rio em Lisboa, Portugal, em 26 de maio. A música foi incluída no set-list da Oral Fixation Tour 2006-07, que foi lançado para promover os álbuns Fijación Oral, Vol. 1 e Oral Fixation, Vol. 2. O desempenho da música durante o show em Miami, Flórida, em 9 de dezembro de 2006, foi filmado para uma versão do álbum ao vivo. Em 19 de outubro de 2006, Shakira fez uma performance de "No" durante o Los Premios MTV Latinoamérica de 2006.